# Pietro Beato
Pietro Beato (* 1601; † um 1653 in Neapel) war ein Maler im Neapel der frühen Barockzeit.
Sehr wenig ist von diesem heute kaum mehr bekannten Meister überliefert, auch sind wohl keine seiner Werke erhalten. Ab 1628 war er der Lehrer von Bartolomeo Bassante, der 1636 Angela Formichella, eine Nichte Beatos heiratete. Möglicherweise war er auch Lehrer von Agostino Beltrano, der jedenfalls ein Bild vollendete, das Beato gegen Ende seines Lebens (?) nicht mehr vollenden konnte.